# Nederlanders bouwen schepen en huizen

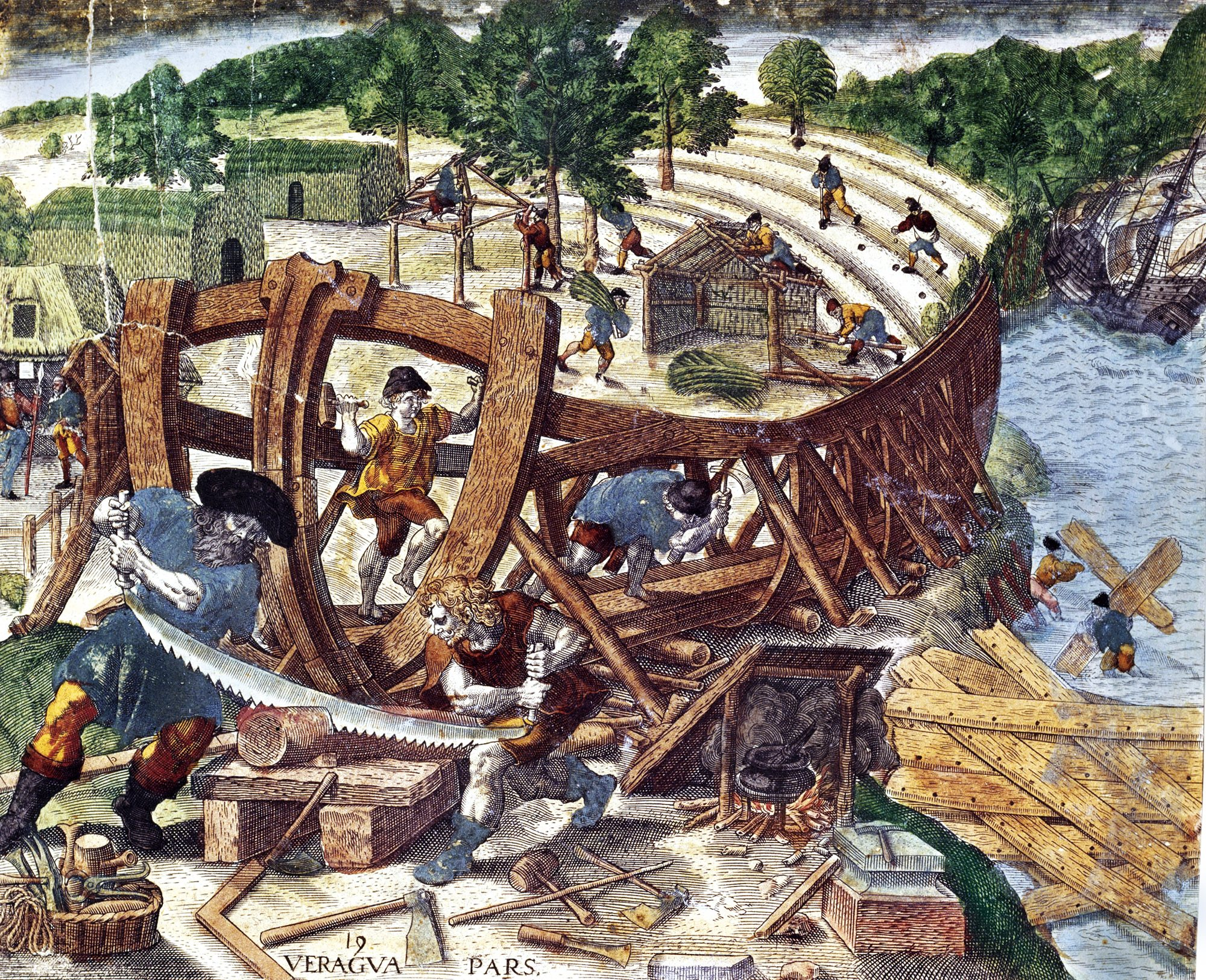
Nederlanders bouwen schepen en huizen, gravure colorée.

Nederlanders bouwen schepen en huizen (Titrée Olandus carauellam, & casas aedificare curat. India occidentalis IV), est une gravure de Théodore de Bry et Jean Théodore de Bry d'après Maerten de Vos et imprimée par Johan Sadeler datant de 1594. Elle illustre le premier volume d'une série d'ouvrages publiée par Théodore de Bry et son fils entre 1590 et 1634, Collectiones peregrinationum in Indiam orientalem occidentale .

## Provenance
Premier volume des Grands Voyages consacrés à l'Amérique et publiée par Théodore de Bry à Francfort-sur-le-Main en 1594 : Collectiones peregrinationum in Indiam occidentalem, partie 4 : auteur Girolamo Benzoni. Americae pars quarta: Sive, Insignis & admiranda historia de reperta primum occidentali India à Christophoro Columbo,.

## Description de Benzoni
L'illustration est basée sur l'histoire des Espagnols dans le Nouveau Monde de Girolamo Benzoni. L'épisode suit l'échouement du navire de Diego de Nicuesa, près de la rivière Chagres. Pour que les hommes n'entretiennent aucun espoir de s'échapper, Lope de Olano fait jeter le reste de la flotte sur le rivage mais, après s'être rendu compte de son erreur, il fait construire une caravelle avec les épaves. 

Dans Les compagnons de Colomb, Washington Irving conte l'histoire de cette manière : après qu'il se fut séparé d'Alonso de Ojeda à Carthagène, Nicuesa, reprenant son voyage, 

« monta la caravelle qui était plus convenable pour côtoyer la terre, et la reconnaître; il ordonna aux deux brigantins, dont un était commandé par son lieutenant, Lope de Olano, de se tenir en vue, tandis que les gros vaisseaux, qui tiraient plus d'eau, devaient prendre la haute mer. Il arriva sur la côte de Veragua pendant un gros temps, et, comme il ne trouva pas de havre convenable, et qu'il craignait des rochers et des écueils, il gagna la pleine mer aux approches de la nuit, supposant que, d'après ses ordres, Olano l'aurait suivi avec ses brigantins. La nuit fut orageuse, la caravelle, fortement ballottée, dériva beaucoup, et au point du jour aucun des bâtiments de l'escadrille n'était en vue. Nicuesa eut peur qu'un accident fût arrivé aux brigantins: il se rapprocha de la terre et la cotoya jusqu'à l'embouchure d'une grande rivière dans laquelle il entra. Il y était à peine que le courant augmenta tout à coup [...] »

La caravelle finit par s'échouer, démontée par la rivière, toutes marchandises perdues, après que l'équipage ait gagné la rive. L'équipage erre affamé dans le pays plusieurs jours, souhaitant la mort.
De son côté Olano désertant, et les deux brigantins, atterrissent sur la rivière Chagres, débarquant les marchandises, les navires menaçant de sombrer, dévorés par les vers. De la rivière Chagres, ils vont à la rivière Belem. Les navires trop  endommagés sont démontés. Avec les bois de démolition ils construisent des cabanes, puis un navire. Apprenant que Nicuesa a survécu, ils le rejoignent. Ensemble il rejoignent Porto Bello.

## Description du Rijksmuseum
Description du Rijksmuseum : les Néerlandais qui ont fait naufrage construisent un nouveau navire. La construction en bois est déjà reconnaissable. Au premier plan deux hommes avec une grande scie à bois. Le vieux bateau peut être vu sur la côte. En arrière-plan, d'autres Néerlandais sont occupés à construire des maisons et des granges et à travailler la terre.